# Lipsha
Lipsha — совместный альбом американской рок-группы The Flaming Lips и американской певицы Кеши, который должен был быть выпущенным в 2014 году, но впоследствии отменён.
Уэйн сделал заявление о записи альбома во время интервью для Ask Me Anything и хорошо отозвался о Кеше, назвав её весёлой, задиристой и потрясающей. Кеша и The Flaming Lips работали ранее над песней «2012 (You Must Be Upgraded)» для альбома The Flaming Lips and Heady Fwends и «Past Lives» для альбома Warrior.
Альбом будет выдержан в стилях экспериментального рока, инди-рока и поп-рока.

## Об альбоме
Уэйн Койн впервые выразил желание о сотрудничестве с Кешей в январе 2012 года. Койн сказал, что знает о том, что Кеша трудоголик и их сотрудничество будет великолепным. Сотрудничество состоялось в 2012 году. Трек, над которым они работали, получил название «2012» и вошёл в альбом The Flaming Lips and Heady Fwends, изданный в марте 2012 года. В марте 2012 года Уэйн в интервью для журнала Rolling Stone, рассказал, что находится на стадии переговоров с Кешей о записи нового материала. Наряду с песней «2012» Уэйн и Кеша создали ещё три композиции, которые были записаны для Кеши, но войдут на альбом Lipsha.  Согласно сообщению в микро-блоге Twitter, запись песни для Кеши с лирикой о «секс-игрушках» закончена. В 2012 году Кеша через Twitter сообщила, что трек, получивший название «You Control My Heart», находится на стадии микширования.
«Past Lives», вошедшая в альбом Кеши Warrior, описывается Уэйном как «звёздная дорожка», является одной из семи песен которая была записана в 2012 году. До апреля 2013 года, было много слухов о сотрудничестве Кеши и The Flaming Lips. 4 апреля 2013 года, фронтмен группы рассказал, что они работают над совместным альбомом с Кешей, который получил название Lip$ha.

## Список композиций
Композиции, предназначенные для альбома Warrior, но не вошедшие в него.
- «You Control My Heart»
- «Futuristic (Sex Toys)»
- «Powerful»
- «Love Me (I'm Kesha)»
- «Beach Boys»
- «Machine Gun Love»
- «Princess»
- «Meet Me»
- «Young & Reckless»
- «Not Obsessed»